# Café Drechsler
Café Drechsler ist ein österreichisches Jazztrio aus Wien. Gegründet wurde die Band im Jahr 2000 von Ulrich Drechsler (Saxophon), Alex Deutsch (Schlagzeug) und Oliver Steger (Kontrabass). Sie gilt als einer der erfolgreichsten Jazz Bands Österreichs und hat neben weltweiten Tourneen, tausenden verkauften Tonträgern auch bei den Amadeus Austrian Music Award in der Kategorie Jazz/Blues/World Music das beste Album 2005 gewonnen.

## Geschichte

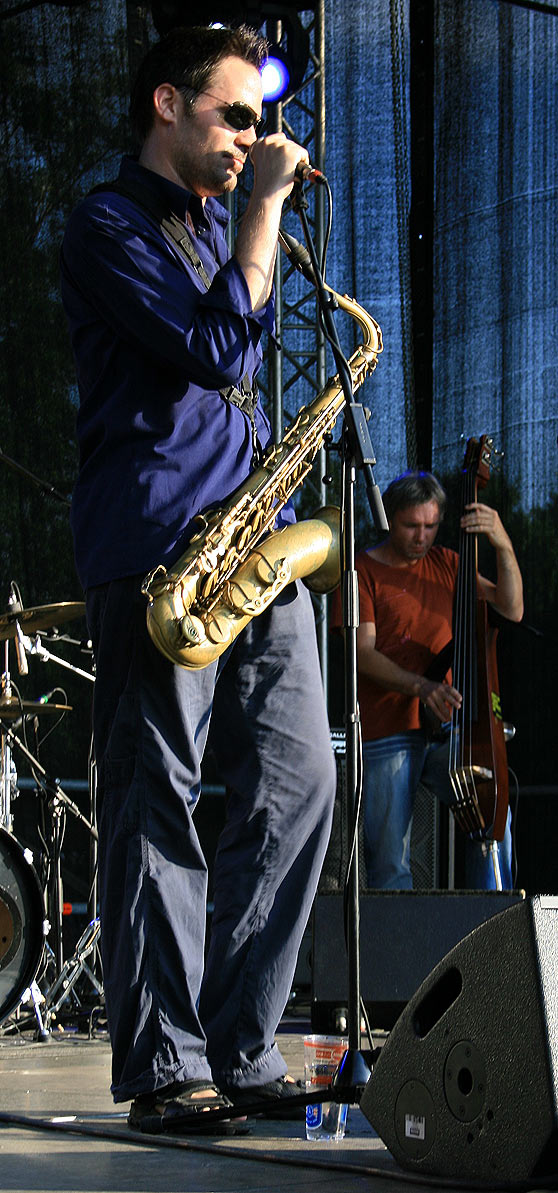
Ulrich Drechsler und Oliver Steger

Benannt hatte sich die Band nach Ulrich Drechsler und in Anlehnung an das gleichnamige Wiener Kaffeehaus, das Café Drechsler an der Linken Wienzeile.
Für ihr Debütalbum Café Drechsler (Universal Music, 2002) nahm die Band, teils mit Gastmusikern, in 2½ Tagen etwa 40 improvisierte Stücke auf, um daraus die Besten auszuwählen. Das Album wurde in über 20 Ländern veröffentlicht. In Deutschland, Griechenland, Australien und Indonesien erreichte es Positionen in den Top-10 der Radio- und Clubcharts und wurde 2003 für den Amadeus Austrian Music Award nominiert, musste aber gegen Faces & Places von Joe Zawinul zurückstecken.
2004 erschien Radio Snacks auf dem Wiener Independent-Label mouth to mouth. Auf Radio Snacks sind unter anderem die Stimmen von John Megill (FM4), Paul Pluesch und Ex-Bauchklang-Mitglied Flo aka Voyeur, sowie Samples von DJ Zuzee (Waxolutionists) und der Frontman der Percussion-Gruppe Tam Tam d'Afrique, Cheikh M'Boup, zu hören. Das Album wurde 2005 mit dem Amadeus Austrian Music Award in der Kategorie „Bestes Album (Jazz/Blues/World Music)“ ausgezeichnet. Noch im selben Jahr versteigerten Café Drechsler ihren Amadeus Award bei einer Internetauktion, um ein Zeichen gegen die schlechten Bedingungen für Musiker in Österreich zu setzen.
Im Herbst des Jahres 2006 löste sich das Trio auf, nahm aber 2017 nach der Wiedervereinigung der ursprünglichen Besetzung, das Album „And Now … Boogie!“ im Studio auf.

## Stil
Der Stil des Trios baut auf Jazz-Improvisationen und Dance-Beats mit Anklängen aus Lounge-Musik, Soul und – im Gesang – Rap und Chanson auf. Ihre Konzerte sind zum größten Teil improvisiert. Sie gelten außerdem als sehr tanzbare Liveband.

## Diskografie
Alben
- 2002: Café Drechsler (Universal Music)
- 2004: Radio Snacks (mouth to mouth)
- 2008: Café Drechsler Is Back (Geco Tonwaren)
- 2013: Streamer (Monkey.)
- 2017: And Now … Boogie! (Universal Music)